# Менар, Мишель
Мишель Менар (фр. Michel Ménard) — французский политик, член Социалистической партии, президент Совета департамента Атлантическая Луара.

## Биография
Родился 20 мая 1961 года в поселке Сен-Бертевен-ла-Тоньер (департамент Майен). Сын фермеров, Мишель Менар с 18 лет стал участвовать в молодежных и просветительских движениях. После обучения в лицее Амбруаз-Паре в Лавале и обучения на учителя в Нанте он два года проходил гражданскую службу в Федерации социальных служб департамента Атлантическая Луара. После этого он работал в этой службе до 2007 года, выполняя различные функции, связанные с работой с молодежью, социальной экономикой и солидарностью. В 2011 году Мишель Менар написал эссе «Народное образование, время приверженности», в котором внес предложения по развитию народного образования.
Член Социалистической партии с 1986 года, Мишель Менар впервые занял выборную должность в 1995 году, когда в составе списка Жана-Марка Эро он был избран в муниципальный совет города Нант и занял пост вице-мэра по вопросам жилищной политике, с 2001 по 2007 годы возглавлял Государственное управление по жилищным вопросам Нанта.
В 2001 году Мишель Менар был избран в Генеральный совет департамента Атлантическая Луара от кантона Нант-8, переизбирался в этот совет в 2008 году. С 2004 по 2015 годы был вице-президентом Генерального совета по вопросам спорта, делам молодежи и народному образованию до 2011 года, а затем по вопросам образования с 2011 по 2015 год.
Кандидат от Социалистической партии, Мишель Менар был избран в июне 2007 года депутатом Национального собрания Франции по 5-му избирательному округу департамента Атлантическая Луара, победив действовавшего депутат Роберта Дья от «Союза за народное движение». В 2012 году он был переизбран. В Национальном собрании был заместителем председателя комитета по делам культуры и образования. В июне 2016 года он также был докладчиком по законопроекту сенатора Янника Вогренара, направленному на борьбу с дискриминацией из-за социальной незащищенности. В июне 2017 года вновь баллотировался в Национальное собрание по 5-му избирательному округу, но проиграл во втором туре кандидату президентского большинства Саре Эль Аири.
В декабре 2015 года в паре с Катрин Тушфё Мишель Менар от кантона Нант-7 был избран в новый орган управления – Совет департамента Атлантическая Луара, заменивший Генеральный совет департамента, возглавил левое большинство в этом Совете. При поддержке действующего президента Филиппа Гросвале в апреле 2021 года он объявил о выдвижении своей кандидатуры на пост президента Совета департамента Атлантическая Луара. В декабре 2021 года в паре с Хлоей Жирардо-Муатье он был переизбран в Совет департамента, а на первом заседании Совета 1 июля был избран его президентом.

## Занимаемые выборные должности
03.1995 — 06.2007 — вице-мэр Нанта 

18.03.2001 — 29.03.2015 — член генерального совета департамента Атлантическая Луара от кантона Нант-8 

29.03.2004 — 29.03.2015 — вице-президент генерального совета департамента Атлантическая Луара 

20.06.2007 — 20.06.2017 — депутат Национального собрания Франции от 5-го избирательному округу департамента Атлантическая Луара 
 
с 29.03.2015 — член Совета департамента Атлантическая Луара от кантона Нант-7

с 01.07.2021 — президент Совета департамента Атлантическая Луара